# Tour de Cala Moresca
La Tour de Cala Moresca (en italien : Torre di Cala Moresca), est une tour côtière située dans la commune de Monte Argentario (province de Grosseto), en Toscane. Son emplacement se trouve sur la côte nord-ouest du promontoire de l'Argentario.

## Historique
La tour a été construite par les Espagnols dans la seconde moitié du XVIe siècle pour renforcer le système défensif le long de la côte de l'État des Présides.
Par rapport aux autres structures défensives présentes le long du promontoire de l'Argentario, cette tour, pour des raisons incertaines, a pris au fil du temps un rôle de plus en plus marginal, à tel point, que sur certaines cartes du XVIIIe siècle, elle est complètement omise. Précisément à la fin de ce siècle, la tour était déjà abandonnée, à tel point que la crique en contrebas s'est avérée être un point faible lors de certains raids de pirates dans les années suivantes.
La dégradation rapide de la structure a également été rendue inexorable par la pleine exposition du lieu aux vents qui ont contribué à provoquer des phénomènes d'érosion rapides des structures du bâtiment.